# マドレーヌ (アニメ)
『マドレーヌ』（Madeline）は、オーストリア生まれの絵本作家ルドウィッヒ・ベーメルマンス（Ludwig Bemelmans）の絵本『マドレーヌ』シリーズを原作とするテレビアニメシリーズおよび長編アニメ映画シリーズ。
『マドレーヌ』シリーズを原作とする海外のアニメ作品で一番古いものは、1952年にアメリカでUPA Productions制作によりアニメ化されたもので、原作の第1作目を忠実に映像化した7分弱の短編である。1960年にはレンブラントフィルムズにより「マドレーヌといぬ」「マドレーヌとといたずらっ子」「マドレーヌとジプシー」が短編アニメ化された。
その後、1989年に初のテレビアニメ作品として原作第1作のアニメ版がカナダのDIC Entertainmentにより特番として制作された。1990年から1991年にかけて、CINARにより原作第2作目以降の５つのエピソードをアニメ化したものが特番として、1993年から2000年にかけてテレビシリーズ全3シーズン全59話がDIC Entertainmentにより制作された。本項では主にDIC版のテレビシリーズおよび長編作品について記述する。

## 概要
1993年にテレビアニメシリーズ第1シーズン『マドレーヌ（原題：Madeline）』が、DIC Entertainmentにより制作された。1995年に続編となる『新マドレーヌ（原題：The New Adventures of Madeline）』が、2000年からは第3シーズン『マドレーヌといっしょに(原題は前シーズンと同じ)』が放映された。1999年と2002年にはテレビ映画向けの長編作品『マドレーヌとすてきな家族』『マイ・フェア・マドレーヌ』が制作された。また、現時点での長編シリーズ及びアニメシリーズ全体の最終作となる『Madeline In Tahiti』がDVDリリース向けに2006年に制作されたが、諸事情から公開が延び、2010年以降にDVDリリース、動画配信が行われた。
日本国内では『マドレーヌ』および『新マドレーヌ』が1998年1月からNHK衛星第2の衛星アニメ劇場で放映され、2001年9月から『マドレーヌといっしょに』が毎日放送で地上波放映された。また、カートゥーン ネットワークでもテレビシリーズ3作品と長編シリーズ2作品が放映された。

## ストーリー
フランスのパリ、セーヌ川のほとりに建つノートルダム寺院の近くに、ツタの絡まる古い屋敷があった。その屋敷は全寮制の女子学校で、様々な国の女の子たちが全部で12人、先生のミス・クラベルと一緒に暮らしていた。
マドレーヌは12人中、一番背が小さいけれど一番勇敢で、好奇心と冒険心いっぱいの元気な子。そんな彼女と仲間たちの日常や世界を股にかけた冒険が、楽しい歌と共に展開される。

## 登場人物

### 12人の女の子
マドレーヌ

パリの寄宿制女学校に暮らす赤毛の少女。アメリカ生まれのパリ育ち。本作の主人公。
12人中、最も背が小さいが誰よりも勇敢で、怖いもの知らずのお転婆な性格。運動神経が良くて頭の回転も速い。また、冬の寒さに強くみんなが風邪をひいて寝込んだ際も独りだけピンピンしている。。12人のリーダー的存在であり、誰よりも旺盛な好奇心と勇気、行動力でみんなを引っ張っていく。
その一方で、自身の背の小ささにコンプレックスを感じて落ち込んでしまうことも度々ある。
ニコル

マドレーヌの一番の親友である刈り上げおかっぱ頭の少女。ちょっぴり臆病で読み書きが少し苦手だが、一生懸命の頑張り屋さん。
ダニエル

カーリーブラウンヘアの少女。12人中、一番のロマンチストで、お姫様に憧れていて人形が大好き。
クロエ

オレンジ色のロングヘアーの少女（12人中、最も長髪）。一番のしっかり者で皆のお姉さん的存在。
マドレーヌを除く11人の中ではニコル、ダニエルと共に主要な立ち位置にあり、3人共にマドレーヌと行動する機会が多い他、歌でもメインを務めることが多い。
イヴェット、シルヴィエ、アンヌ、エリー、ノナ、ルル、ジャニーヌ、モニーク
12人の女の子の内、上記の4名を除いた女の子たち。

### 周囲の人々
ミス・クラベル

寄宿舎の寮長兼教職員。鋭い女性の勘と優れた教育者の資質を持ち併せ、異変を感知するとすぐさま子供たちの下へ駆けつけ事態の解決に奔走する。
時にてんてこ舞いさせられ厳しく叱ることあれど、常に深い愛情を胸に温かな眼差しで子供たちを見守り続けている。
口癖は「なにかよくないことが……（Something is not right!）」
ペピート

寄宿舎の隣のスペイン大使館に住む大使夫妻の一人息子。
お転婆なマドレーヌをも辟易させるほどの悪童で、動物をいじめ倒し、悪戯をしかけて人々を困らせては喜んでいる問題児だったが、悪戯が過ぎて痛い目を見たのを機に改心してよい子になった。以来、マドレーヌたちとも打ち解けて仲良くなりよく行動を共にするようになるが、お行儀の悪さは相変わらず。
ジェネビーブ

学校で飼われているメスのノラ犬。水泳を始め様々な芸に秀でており、肉と骨が大好物。勇敢でセーヌ川に墜ちたマドレーヌを単身救い出し、彼女の希望もあって寄宿舎へと引き取られる、ほどなくしてペット禁止の校則違反を理由に追い出されてしまうが、最終的に寄宿舎で飼うことを許可され女の子たちと一緒に暮らすようになった。特にマドレーヌと大の仲良し。
クックフェイス卿

寄宿学校の理事長。学校の風紀を審査する評議委員の一員でもあり規則には厳しいが、寄宿舎でペットを飼う事を最終的に許可したり、生徒たちの願いをかなえるために一肌脱ぐ事もあるなど、子供思いで優しくおちゃめな一面もある。が、どこか少々頼りない。
なお、スペシャル版とTV版とで容姿が異なるが、これは原作『マドレーヌといぬ』において、ページによって異なる風貌で描かれていたことによる。
ミセス・マーフィ
学校の家事全般を担っているお手伝いさん。
ムッシュ・ルードヴィク
ミス・クラベルの知人で著名な画家。
モデルは原作者のルドヴィッヒ・ベーメルマンス。
コーン先生

寄宿舎のかかりつけのお医者さん。女の子たちがケガや病気をした時や健康診断の時にお屋敷に来る。

スペイン大使夫妻
お屋敷の隣の屋敷に住むスペイン大使で、ぺピートの両親。
ムッシュ・ルードヴィク
著名な画家でミス・クラベルの知人。
シュガー・ディンプル
旅行先のアメリカで映画スタジオの見学に行った時に出会ったハリウッドの人気子役。
わがままな性格で女の子たちに幻滅されるが、友達の居ない淋しさ故の振る舞いであることを知ったピエロ姿のマドレーヌに元気づけられたことをきっかけに、勇気を出して歩み寄り、仲良くなった。
初登場後もシーズンを跨いで再登場している。
ムッシュ・ヴェネ
路上で手回しオルガンを弾いているストリートミュージシャンの男性。おひねりの回収係をしている子ザルといつもいっしょにおり、散歩中のマドレーヌたちとよくすれ違う。

## TVシリーズエピソードリスト
『マドレーヌ／新マドレーヌ』は衛星アニメ劇場での放映順に、『マドレーヌといっしょに』は毎日放送での放映順に準拠し、国外における放映順も併記する。
| 話数   | サブタイトル                     | 原題                                        | 国外での放映順 |  |
| ------ | -------------------------------- | ------------------------------------------- | -------------- |  |
| 第1話  | マドレーヌと40人の盗賊           | Madeline and the Forty Thieves              | 第1話          |  |
| 第2話  | 愛犬ジェネビーブのコンテスト     | Madeline and the Dog Show                   | 第2話          |  |
| 第3話  | ボンボンのすてきなぼうし         | Madeline and the Easter Bonnet              | 第3話          |  |
| 第4話  | あたらしいおうち                 | Madeline and the New House                  | 第4話          |  |
| 第5話  | がんばれサッカー！”レ・ティグレ” | Madeline and the Soccer Star                | 第5話          |  |
| 第6話  | おともだち                       | Madeline and the Toy Factory                | 第6話          |  |
| 第7話  | りょうりはおまかせ               | Madeline at Cooking School                  | 第7話          |  |
| 第8話  | スターになったジェネビーブ       | Madeline and the Singing Dog                | 第9話          |  |
| 第9話  | アルプスの雪男                   | Madeline's Winter Vacation                  | 第10話         |  |
| 第10話 | あこがれのプリマドンナ           | Madeline and the Ballet                     | 第8話          |  |
| 第11話 | 海賊グレービヤード               | Madeline and the Pirates                    | 第12話         |  |
| 第12話 | マドレーヌとハリウッド           | Madeline in Hollywood                       | 第11話         |  |
| 第13話 | おたんじょう日は もうビックリ    | Madeline's Birthday at the Zoo              | 第13話         |  |
| 第14話 | ルーブルのすてきな絵             | Madeline at the Louvre                      | 第14話         |  |
| 第15話 | きえたピエロ                     | Madeline and the Missing Clown              | 第15話         |  |
| 第16話 | 仮装パーティ                     | Madeline and the Costume Party              | 第16話         |  |
| 第17話 | コンサートはパリ祭で             | Madeline and the Old Violin                 | 第17話         |  |
| 第18話 | ソンブレロの三きょうだい         | Madeline and the Mean, Nasty, Horrible Hats | 第18話         |  |
| 第19話 | まいごになったオウム             | Madeline and the Talking Parrot             | 第19話         |  |
| 第20話 | ニューヨークのアイドル           | Madeline in New York                        | 第20話         |  |

| 話数   | サブタイトル              | 原題                                     | 国外での放映順 |  |
| ------ | ------------------------- | ---------------------------------------- | -------------- |  |
| 第1話  | ぬすまれたかんむり        | Madeline and the Lost Crown              | 第1話          |  |
| 第2話  | オリエント急行 だいじけん | Madeline and the Orient Express          | 第2話          |  |
| 第3話  | 巨大な きょうりゅうのホネ | Madeline and the Dinosaur Bone           | 第3話          |  |
| 第4話  | 空とぶまほうのジュータン  | Madeline and the Magic Carpet            | 第4話          |  |
| 第5話  | 大さわぎの宝さがし        | Madeline and the Treasure Hunt           | 第5話          |  |
| 第6話  | 名たんていマドレーヌ      | Madeline's Detective School              | 第7話          |  |
| 第7話  | ノートルダム・ド・パリ    | Madeline and the Hunchback of Notre Dame | 第8話          |  |
| 第8話  | おいしいチーズはどこに    | Madeline and the Big Cheese              | 第9話          |  |
| 第9話  | あやうしジェネビーブ      | Madeline and the Science Project         | 第10話         |  |
| 第10話 | エジプトのミイラ          | Madeline and the Mummy                   | 第6話          |  |
| 第11話 | きょうふのハロウィン      | Madeline and the Haunted Castle          | 第11話         |  |
| 第12話 | マドレーヌはカウガール    | Madeline and the Wild West               | 第12話         |  |
| 第13話 | グランプ先生とクリスマス  | Madeline's Holiday with Mr. Grump        | 第13話         |  |

| 話数    | サブタイトル                     | 原題                                | 国外での放映順 |  |
| ------- | -------------------------------- | ----------------------------------- | -------------- |  |
| 第1話   | ベルサイユ宮殿のマドレーヌ       | Madeline at Versailles              | 第11話         |  |
| 第2話   | ホテルリッシュのマドレーヌ       | Madeline at the Hotel Riche         | 第12話         |  |
| 第3話   | サンタの国のマドレーヌ           | Madeline at the North Pole          | 第8話          |  |
| 第4話   | マドレーヌとサンタクロース       | Madeline and Santa                  | 第9話          |  |
| 第5話   | マドレーヌと操り人形             | Madeline and the Marionettes        | 第14話         |  |
| 第6話   | マドレーヌとアイススケート       | Madeline and the Ice Skates         | 第15話         |  |
| 第7話   | マドレーヌの健康診断             | Madeline and the Gaiants            | 第16話         |  |
| 第8話   | マドレーヌとファッションショー   | Madeline and the Fashion Show       | 第17話         |  |
| 第9話   | マドレーヌと礼儀作法             | Madeline's Manners                  | 第18話         |  |
| 第 10話 | マドレーヌとマジックショー       | Madeline and the Magic Show         | 第19話         |  |
| 第11話  | マドレーヌのバレンタイン         | Madeline's Valentine                | 第20話         |  |
| 第12話  | マドレーヌの香水工場見学         | Madeline and the Perfume Factory    | 第21話         |  |
| 第13話  | マドレーヌの新しいおともだち     | Madeline and the New Girl           | 第10話         |  |
| 第14話  | マドレーヌとエッフェル塔         | Madeline at the Eiffel Tower        | 第22話         |  |
| 第15話  | マドレーヌとやきもちジュネビーブ | Madeline and the Dog Who Cried Wolf | 第25話         |  |
| 第16話  | マドレーヌとノミの市             | Madeline at the Flea Market         | 第26話         |  |
| 第17話  | マドレーヌとカンカン・ダンス     | Madeline and the Can Can Cliques    | 第3話          |  |
| 第18話  | マドレーヌとじまんくらべ         | Madeline and the Show Off           | 第5話          |  |
| 第19話  | マドレーヌとウエディング         | Madeline and the Wedding            | 第6話          |  |
| 第20話  | マドレーヌ、アフリカへ行く       | Madeline on Safari                  | 第7話          |  |
| 第21話  | 舞台にたったマドレーヌ           | Madeline on Stage                   | 第13話         |  |
| 第22話  | カンヌのマドレーヌ               | Madeline in Cannes                  | 第4話          |  |
| 第23話  | マドレーヌのティー・パーティ     | Madeline and the Tea Party          | 第23話         |  |
| 第24話  | マドレーヌがウソをついたわけ     | Madeline and the White Lie          | 第24話         |  |
| 第25話  | マドレーヌのハロウィーン         | Madeline's Halloween                | 第1話          |  |
| 第26話  | マドレーヌと蜘蛛女               | Madeline and the Spider Lady        | 第2話          |  |

## 長編作品
テレビシリーズと同じくDIC Entertainment制作による。いずれも劇場未公開である。
「マドレーヌとすてきな家族」「マイ・フェア・マドレーヌ」はテレビ映画として制作され、カートゥーン ネットワークで放送された。
また、「Madeline In Tahiti」は2005年から2006年にかけて制作された作品で、2006年にウォルト・ディズニー・ホーム・エンターテイメントによって米国向けにDVDとしてリリースされる予定が立ち消えとなった後、一部の地域でのみリリースされ、最終的にアメリカ国内で2015年にiTunesとAmazon Videoで、2020年にYouTubeで配信された。
マドレーヌとすてきな家族（Madeline：Lost in Paris - 1999年）
両親に先立たれ、天涯孤独の身になってしまったマドレーヌの元へ、長いこと行方不明だった叔父のホーストが訪ねてきて、後見人として彼女を引き取りたいと申し出てきた。
新しい家族が出来たと喜ぶマドレーヌだったが、彼は真っ赤な偽物で、彼女に遺された財産を狙う悪党だった。外国へ経つと騙されて誘拐され、薄汚いパリの裏町にあるレース店の地下室に監禁されたマドレーヌは、同じように身寄りのない境遇に付け込まれ、恐ろしい女店主の下でレース作りに従事させられている少女たちと協力して脱出を試みる。一方、異変に気づいた寄宿舎の仲間たちとペピートは、マドレーヌを救出すべくパリ中を奔走する。
マイ・フェア・マドレーヌ（Madeline：My Fair Madeline - 2002年）
寄宿舎のみんなとルーブル美術館に出かけたマドレーヌはモナ・リザの絵に夢中になって見入っていた。そんな時、突然入ってきた見も知らない男が絵を盗もうとしているのを目撃するが、周囲に嘘をついていると決め付けられてしまう。泥棒を自力で撃退するものの、大事な展示物を傷つけ、ドタバタ騒ぎの末に評議委員たちとの会食の席をメチャクチャにしてしまった彼女の言うことを信じる者はなく、マナーの再教育の名目でロンドンにある寄宿学校に転校させられてしまう。マドレーヌの言い分に耳を貸そうとしない大人たちに対し、寄宿舎の仲間たちはマドレーヌの言葉を信じて独自に調査を始め美術館で泥棒たちの痕跡を見つける。
新しい学校で肩身の狭い思いをさせられる中、マドレーヌはルーブル美術館で見かけた泥棒がロンドンに来ていること、イギリス国王の王冠を盗もうと企んでいることを知り、彼らを阻止すべくロンドンの町で独り奮闘するのだが、周囲の誤解は深まる一方。果たしてマドレーヌは泥棒を捕まえて周囲の誤解を解くことが出来るのだろうか。
Madelien in Tahiti（2007）
ミス・クラベルがパリの冬の寒さを理由に教職を引退するつもりであることを知ったマドレーヌたちは、彼女の引退を防ごうと、休暇旅行の名目でミス・クラベルを暖かな気候のタヒチに連れて行こうと考える。
そんな時マドレーヌは、タヒチ出身の科学者で、パリの科学省での国際会議に出席するために来仏していたボレア教授が置き忘れた機密書類入りのケースを奪おうとする男を阻止したことで表彰され、報奨金を辞退する代わりにタヒチ行きのお願いを叶えてもらう。
出発前にひと悶着ありつつ予定通りタヒチに到着した一行だったが、ボレア教授の研究を悪用してタヒチヌイ火山を人為的に噴火させ、混乱に乗じて略奪行為を働こうと目論む悪党たちの暗躍に巻き込まれていく。

## 日本語版制作スタッフ＆声の出演

### マドレーヌ／新マドレーヌ
- 演出：本吉伊都子、百瀬浩二
- 翻訳：高間俊子、村田さち子
- 調整：飯村靖雄
- 主題歌：『I'm Madeline』 [7]／『Hats off to Madeline[8]』
- エンディングテーマ：『That's All There is[9][10]』
- コーラス：長沢彩、青木恵美、山本優、山本千夏、山本仁美

＜声の出演＞
- マドレーヌ：大谷育江
- ニコル：森沢芙美
- ダニエル：栗田桃子
- クロエ：藤巻恵理子
- ペピート：小島幸子
- ジェネビーブ：近藤玲子
- ミス・クラベル： 江原陽子
- クックフェイス卿： 北村弘一
- おはなし(ナレーション)： 中村正

### マドレーヌといっしょに
- 企画：気加純夫、勝田祥三
- プロデューサー：松井喜吉、梅本史郎
- アシスタントプロデューサー：高橋俊博
- 翻訳：村田さち子
- 訳詩：Yokko
- 歌唱指導：弘中くみ子
- 音響制作プロデューサー：吉田理保子
- 音響監督：大沢わかな
- 調整：プロセススタジオ
- 主題歌：『Our Madeline[11]』
- 制作協力：81プロデュース、HALF H・P STUDIO、プロデューサーズカンパニー、CMP.INC、電通音楽出版
- 制作：電通、毎日放送

### マドレーヌとすてきな家族
＜制作スタッフ＞
- 演出：加藤敏
- 翻訳：杉田朋子
- 音楽演出：市之瀬洋一（ヴォイスフィールド）
- 録音・調整：阿部直子（オムニバス・ジャパン）
- 録音制作：（株）東北新社
- 制作監修：山本千絵子
- 日本語版制作：DISNEY CHARACTER VOICES INTERNATIONAL, INC.

＜声の出演＞
- マドレーヌ：内田莉紗
- ミス・クラベル：島本須美
- ニコル：須藤祐実
- ダニエル：最上莉奈
- クロエ：宮里愛
- ペピート：渡辺悠
- フィーフィー：山田千晴
- ナレーション：菅生隆之
- 鳳八千代／江原正士／西川幾雄／峰あつ子／小形満
- 園田恵子／楠見尚己／北川勝博／遠野花林／木元夢咲乃
- 鈴木博之／佐々木広太

### マイ・フェア・マドレーヌ
＜制作スタッフ＞
- 演出：三好慶一郎
- 翻訳：岡田麻祐子
- 録音・調整：田場功
- 制作担当：小野寺徹／高橋澄／丸山晋
- プロデューサー：伊藤文子（カートゥーン ネットワーク）
- 日本語版制作：カートゥーン ネットワーク／東北新社

＜声の出演＞
- マドレーヌ：宍戸留美
- ミス・クラベル：磯辺万沙子
- クックフェイス卿：岩崎ひろし
- ヒギンズボトム：定岡小百合

- 吉田浩二／後藤哲夫／金子達／よのひかり／木村雅史
- 徳光由禾／黒河奈美／伊藤亜矢子／山下亜矢香

## スペシャル版リスト
CINAR版には日本のアニメ制作会社、スペクトル・アニメーションが制作に参加している。放送日はNHK-BS2での日付を記載。
| 作品  | タイトル                 | 原題                     | 制作年 | 制作元            | 放送日（日本） |
| ----- | ------------------------ | ------------------------ | ------ | ----------------- | -------------- |
| 第1作 | げんきなマドレーヌ       | Madeline                 | 1989年 | DIC Entertainment | 不明           |
| 第2作 | マドレーヌのクリスマス   | Madeline's Christmas     | 1990年 | CINAR             | 不明           |
| 第3作 | マドレーヌといたずらっこ | Madeline and the Bad Hat | 1991年 | CINAR             | 1995年8月2日   |
| 第4作 | マドレーヌとジプシー     | Madeline and the Gypsies | 1991年 | CINAR             | 1995年8月4日   |
| 第5作 | マドレーヌといぬ         | Madeline's Rescue        | 1991年 | CINAR             | 1995年8月1日   |
| 第6作 | ロンドンのマドレーヌ     | Madeline in London       | 1991年 | CINAR             | 1995年8月3日   |

## ソフト版
ヤマハ株式会社から90年代前半にCINAR制作のスペシャル版のソフト版が、VHSとレーザーディスクで発売された（権利切れのため再版されていない）。
TVシリーズの日本語版のDVDは、毎日放送の「マドレーヌといっしょに」が国内で発売されたが、こちらは各巻ごとに決まったテーマに沿ったエピソードを各巻2話ずつで収録するという形になっており、DVD化されたのは一部のエピソードに留まっている。「マドレーヌ」・「新マドレーヌ」に関しては、ヤマハから「世界絵本箱」シリーズの1つとしてビデオが発売されていたが、現在は廃盤となっておりDVD化もされていない。
国外では、スペシャル版6作品とテレビシリーズ版全59話を収録したコンプリートDVDが2015年に発売された（日本未発売）。

## TVシリーズサウンドトラック
日本国内ではデジタルダウンロードのみの発売
Madeline's Favorite Songs
1989年度及び1991年度のスペシャル版のサウンドトラック。一部未収録曲がある。
Hats off to Madeline - Madeline And The Dog Show -
TVシリーズ第1シーズンおよび第2シーズンのサウンドトラック。一部の楽曲を抜粋したベストアルバム。
第1シーズンの主題歌としてスペシャル版から流用された「I'm Madeline」のテレビサイズ版は未収録となっている。
Sing-A-Long With Madeline
第3シーズンのサウンドトラック。
ビデオでリリースされた『Sing Around the World With Madeline』と『Sing-a-Long With Madeline』に収録された挿入歌が収録されている。

## 備考
- アニメ版では様々な人種の子が集まっていると言う設定で一部の女の子の肌が浅黒く描かれているが、海外での放映において、より多くの人々に受け入れられやすいようにとの制作側の配慮によるもので、TVシリーズ第2シーズンからの変更点である。（スペシャル版および第1シーズンでは肌の色は全員白い）また、髪の色についてもスペシャル版からテレビシリーズ版にかけて幾度かの変遷がある。

## ゲーム
Madeline and the Magnificent Puppet Show: A Learning Journey
Madeline Thinking Games
Madeline European Adventures／Madeline European Vacation
Madeline Classroom Companion
いずれもTVシリーズをベースとした子供向けのポイントクリック形式の学習用ゲームソフトで、アニメ版の制作会社であるDICエンターテイメントが開発に関わっている。